# NGC 7632
NGC 7632 (również IC 5313 lub PGC 71213) – galaktyka soczewkowata (SB0), znajdująca się w gwiazdozbiorze Żurawia. Odkrył ją John Herschel 5 września 1834.